# 毛国典
毛国典（1964年—），男，河南上蔡人，中国书法家、篆刻家，中国美术家协会理事，中国书法家协会副主席，江西省文学艺术界联合会副主席。
2021年1月27日，中国书法家协会第八次全国代表大会召开，他连任中国书法家协会副主席。